# Cassiel
Cassiel (en hebreo: קפציאל‎:  Qafṣi'el; en árabe: كسفيائيل‎: , Kasfiyāʼil, también conocido como Cafziel, Cafzyel, Caphziel, Casiel, Castiel, Cassael, Casziel, Kafziel, Kassiel, Kasiel, Kadsiel, Qafsiel, Qaphsiel, Qassiel, Qaspiel, Qephetzial, o Quaphsiel), de significado "Dios es mi cubierta ", "Cubierta de Dios", "Velocidad de Dios" o "Dios es mi rabia " es un ángel que aparece en escritos místicos judíos, cristianos e islámicos extracanónicos, a menudo como uno de los Siete arcángeles, el ángel de Saturno, y en otras funciones.

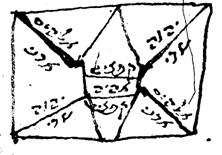
Qafsiel Amuleto del siglo XV

Cassiel es a veces descrito como el ángel de lágrimas, el ángel de la temperancia o el ángel que preside las muertes de los reyes. Como Qafsiel, es a veces considerado como el gobernante de la luna en vez de Saturno.
Averroes y Ibn Arabi así mismo listó Saturno como la contraparte planetaria del arcángel Kafziel.
Ahmad al-Buni listó a Kasfiyail como uno de ocho ángeles, entre quien cada cual tiene su jerarquía propia de espíritus de bajo orden.

## En cultura popular
- Cassiel es el protagonista principal en The Outcast Season, serie de Rachel Caine.[17]
- Cassiel aparece en la película de Wim Wenders Der Himmel über Berlin. También salió en el remake de Estados Unidos, City of Angels. Wenders encontró el nombre en una enciclopedia sobre ángeles.[18] Cassiel, interpretado por Otto Sander en la original y por Andre Braugher en el remake, observa con una ambivalencia considerable cómo su amigo deviene en humano. En la secuela, ¡Tan lejos, tan cerca!, Cassiel también deviene en humano. Nick Cave escribió "Cassiel Song" como parte de la música para aquella película.
- También aparece como Castiel en la serie Supernatural (serie de televisión)  a partir de la temporada 4. En el primer capítulo resucita a uno de los protagonistas, sacándolo del infierno para que pelee en su misión de evitar a Lilith de romper los 66 sellos de 600 que liberarán a Lucifer de su jaula y desatará el apocalipsis. Más adelante, mediante falsas órdenes supuestamente de Dios, se une a Zacharias en su intento constante de conseguir que Dean Winchester sea el "recipiente" del arcángel Miguel (Michael) en su batalla contra Lucifer. Castiel se va volviendo cada vez más humano, se le es robada su gracia en determinado punto y es considerado un rebelde, por lo que también, en determinado punto, pierde sus alas y gran parte de sus poderes.

</ref>